# 北前船始末
『北前船始末』（きたまえぶねしまつ）は、築山桂による日本の短編時代小説集。『緒方洪庵・浪華の事件帳』シリーズ第2作。
4編の中編小説からなり、幕末期の大阪を舞台に緒方章を主人公とした事件を描いている。
2002年9月、鳥影社ロゴス企画部発行。装幀は野村美枝子。カバー装画には2代歌川広重の「越前三国乃大湊」（三国町郷土資料館所蔵）が用いられている。ISBN 4-88629-690-4
文庫版は、2009年1月、双葉社・双葉文庫より刊行された。ISBN 978-4-5756-6366-2

## 収録各話
- 神道者の娘
- 名目金貸し
- 北前船始末
- 蘭方医